# Euromycter
Euromycter — це вимерлий рід казеїдових синапсидів, які жили під час раннього пермського періоду (пізній артинський період) приблизно 285 мільйонів років тому південної Франції. Голотип і єдиний відомий зразок Euromycter (MNHN.F.MCL-2) включає повний череп з нижніми щелепами та під'язиковим апаратом, шість шийних хребців із проатлантом, передню частину міжключиці, часткову праву ключицю, правий задній коракоїд, дистальну головку праву плечову кістку, ліву і праву променеві кістки, ліву і праву ліктьові кістки та повну ліву дистальну частину передньої кінцівки тварини. Він був зібраний Д. Сігоньо-Расселом і Д. Расселом у 1970 році поблизу села Валаді (департамент Аверон), улоговина Родез. Вперше він був віднесений до виду «Casea» rutena Сігоньо-Расселом і Расселом у 1974 році. 2011 року Роберт Р. Рейс, Гілларі С. Меддін, Йорг Фребіш і Джоселін Фальконнет віднесли його до власного роду Euromycter. Збережена частина скелета припускає розмір від 170 до 180 см у довжину цієї особини.

## Етимологія
Родова назва вказує на розташування таксона в Європі, а «mycter» = ніс, вказує на збільшену зовнішню носову оболонку, яка характеризує казеїди. Видовий епітет стосується рутен (французькою Les Rutènes), латинської назви галльського племені, яке жило в районі Родеза.